# Чуваков Микита Омелянович
Микита Омелянович Чуваков (нар. 16 березня 1901 — 25 грудня 1965) — радянський воєначальник, Герой Радянського Союзу (1943). Генерал-лейтенант (1945).

## Біографія
Народився 16 березня 1901 року в селі Дарове Дяківської волості Веневського повіту Тульської губернії (нині Веневський район Тульської області Росії) в сім'ї робітника-кушніра. Росіянин. У 1913 році закінчив земську школу, працював лимарем в Дорогоміловських шорно-упряжних майстернях, пізніше на металевому заводі в Москві. У дні Жовтневого повстання 1917 року, будучи членом Спілки робітничої молоді «III Інтернаціонал», брав участь у бойових діях проти юнкерів на вулицях Москви. Член РКП(б) з 1918 року.

### Громадянська війна в Росії
У Червоній Армії з січня 1919 року. Після закінчення 3-х Московських радянських піхотних курсів комскладу РСЧА з жовтня 1919 року воював на Східному та Західному фронтах як помічник командира роти 5-го Красноуральського полку 2-й Красноуральської стрілецької бригади. Звільняв від колчаківців Кунгур, Перм. З червня 1920 воював з білополяками командиром роти 94-го стрілецького полку 11-ї Петроградської стрілецької дивізії 3-ї армії. В боях на Західному фронті був двічі поранений. З жовтня 1920 року навчався на Об'єднаних вищих військових курсах Західного фронту, в березні 1921 року в складі Зведеного курсантського полку брав участь у придушенні Кронштадтського заколоту, був нагороджений орденом Червоного Прапора РРФСР.

### Міжвоєнний період
Відразу після закінчення курсів був направлений на навчання до Москви і в 1923 році закінчив Вищу військово-педагогічну школу в Москві. З серпня 1923 року — викладач тактики 11-х Новочеркасских піхотних командних курсів і 12-ї Ульяновської Червонопрапорної піхотної школи імені В. І. Леніна, в ній потім став помічником комісара.
Після закінчення Військової академії РККА імені М. В. Фрунзе в червні 1928 року був призначений командиром 11-го Алма-Атинської стрілецького полку 4-й Туркестанської дивізії Ленінградського військового округу. З жовтня 1929 року служив викладачем школи перепідготовки командного складу запасу в місті Ленінграді. З березня 1931 року — помічник начальника 1-го відділу штабу Ленінградського військового округу.
З грудня 1931 року — начальник штабу та виконувач посаду командира 85-ї стрілецької дивізії Приволзького військового округу. З лютого 1935 року — начальник штабу 56-ї Московської стрілецької дивізії Ленінградського військового округу в Пскові. З лютого 1936 року — начальник 1-го відділу і заступник начальника штабу Північно-Кавказького військового округу. У листопаді 1938 року — начальник штабу 6-го стрілецького корпусу в місті Одеса, з червня 1940 — заступник начальника штабу Харківського військового округу. У 1939 році присвоєно військове звання комбрига, в 1940 році генерал-майора. З серпня 1940 року був начальником Вищої спеціальної школи Генерального штабу Червоної Армії.

### Німецько-радянська війна
На фронтах німецько-радянської війни з листопада 1941 року. Був генерал-ад'ютантом Головнокомандувача Південно-Західним напрямом (з листопада 1941), заступником командувача 12-ю армією Південного фронту (з січня по серпень 1942), командиром 236-ї стрілецької дивізії Північно-Кавказького фронту (з вересня 1942), командиром 23-го стрілецького корпусу в складі 47-ї, 38-ї та 60-ї армій на Воронезькому і 1-му Українському фронтах (з березня 1943), командиром 35-го стрілецького корпусу 3-ї армії 2-го Білоруського фронту (з липня 1944), командиром 18-го стрілецького корпусу 65-ї армії 2-го Білоруського фронту (з грудня 1944). Воював на Південно-Західному, Південному, Північно-Кавказькому, Закавказькому, знову Північно-Кавказькому, Степовому, Воронезькому, 1-му Українському, 2-му Білоруському фронтах. У квітні 1945 року присвоєно військове звання генерал-лейтенанта.
Брав участь в обороні Донбасу, Північного Кавказу, в боях під Туапсе, у звільненні Краснодара, у звільненні Лівобережної України, в форсуванні Дніпра із завоюванням плацдарму, в звільненні міста Житомира, в Проскурівсько-Чернівецької та Білоруської операції, у визволенні білоруських та польських міст Новогрудок, Білосток, Остроленка, в форсуванні річки Нарев, у звільненні міст Ольштин, Ельблонг, Гданськ, Щецин, Росток, двічі виходив на берег Балтійського моря. Особливо відзначився при форсуванні Дніпра.
З'єднання і частини 23-го стрілецького корпусу під командуванням генерал-майора Чувакова 25 вересня 1943 форсували Дніпро в районі міста Канів Черкаської області, захопили плацдарм і забезпечили форсування річки 47-ю армією.
25 жовтня 1943 року за зразкове виконання бойових завдань командування на фронті боротьби з німецько-фашистськими загарбниками при форсуванні Дніпра і проявлені при цьому мужність і героїзм генерал-майору Чувакової Микиті Омеляновичу присвоєно звання Героя Радянського Союзу з врученням ордена Леніна і медалі «Золота Зірка» (№ 2064).

### Післявоєнний період
Після війни продовжував командувати 18-м стрілецьким корпусом в Північній групі військ (Польща) до грудня 1945 року. З лютого 1946 командував там же 132-м стрілецьким корпусом. З квітня 1948 по червень 1950 року був начальником Управління бойової та фізичної підготовки Групи радянських окупаційних військ у Німеччині (ГРОВН). У 1951 році закінчив Вищі академічні курси при Вищій військовій академії імені К. Е. Ворошилова (Військова академія Генерального штабу).
З липня 1951 служив в центральному апараті Міністерства оборони СРСР на посадах начальника Управління загального військового навчання Головного управління бойової і фізичної підготовки Сухопутних військ, з травня 1953 року — начальника Управління позавійськової підготовки там же, з червня 1955 року — начальника Стрілецько-тактичного комітету Головного управління бойової підготовки Сухопутних військ.
Депутат Верховної Ради Білоруської РСР 2-го скликання (1947—1951).
З червня 1958 року генерал-лейтенант М. О. Чуваков у запасі.
Помер 25 грудня 1965 року. Похований в Москві на Новодівичому кладовищі (ділянка 6).
Нагороджений 2 орденами Леніна (25.10.1943; 21.02.1945), 5 орденами Червоного Прапора (1921 (РСФСР); 04.1943; 03.11.1944; 05.1945; 15.11.1950), орденами Богдана Хмельницького 1-го ступеня (04.1945), Кутузова 2 -го ступеня (04.1944), медалями «ХХ років РККА», «За оборону Кавказу», «За визволення Варшави», «За перемогу над Німеччиною», а також 4 польськими орденами і медалями.